# Bergen (New York)
Bergen è un comune degli Stati Uniti d'America, situato nello Stato di New York, nella contea di Genesee.